# Hans Bockkom
Hans Bockkom (Düsseldorf, 22 oktober 1907 – Riverhead (New York), 10 juni 1981) was een Duits/Nederlands wegwielrenner.
Bockkom was professioneel wielrenner van 1928 tot 1932. Zijn meest in het oog springende resultaten waren zijn beide overwinningen op het Nederlands kampioenschap wielrennen op de weg bij de elite in 1928 en 1929. 
In 1927 deed hij voor Nederland mee aan het eerste door de UCI georganiseerde WK op de weg, waar hij een verdienstelijke veertiende plaats behaalde.

## Ploegen
- 1932 - De Mol